# Baltiska utställningen

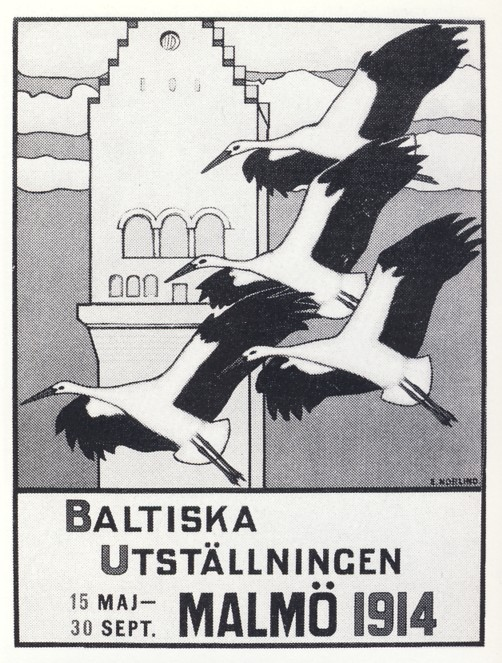
Utställningens affisch. Fyra storkar flyger förbi det Baltiska tornet. Av Ernst Norlind.

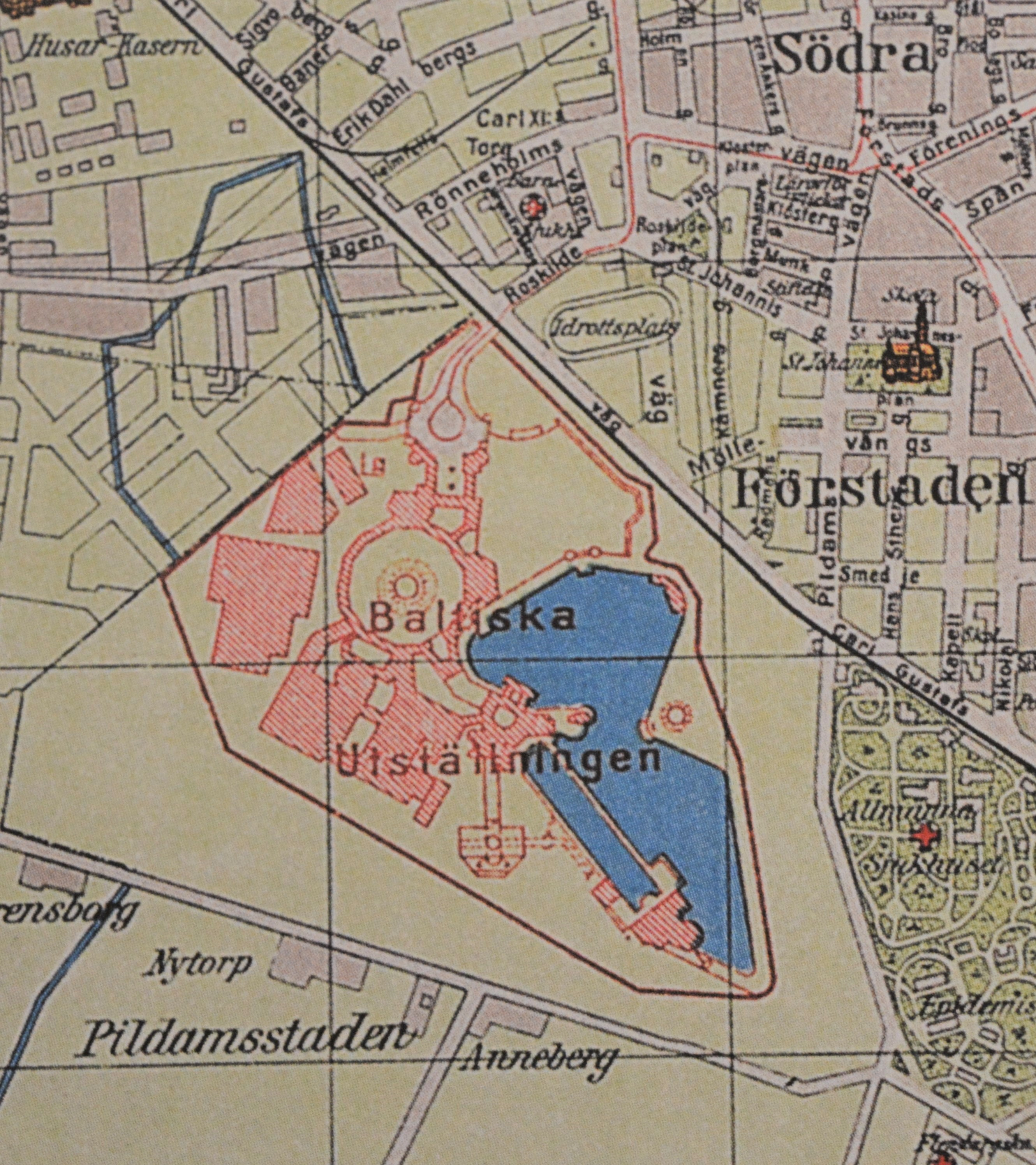
Utställningsområdet i "Pharus-Plan öfver Malmö" 1914

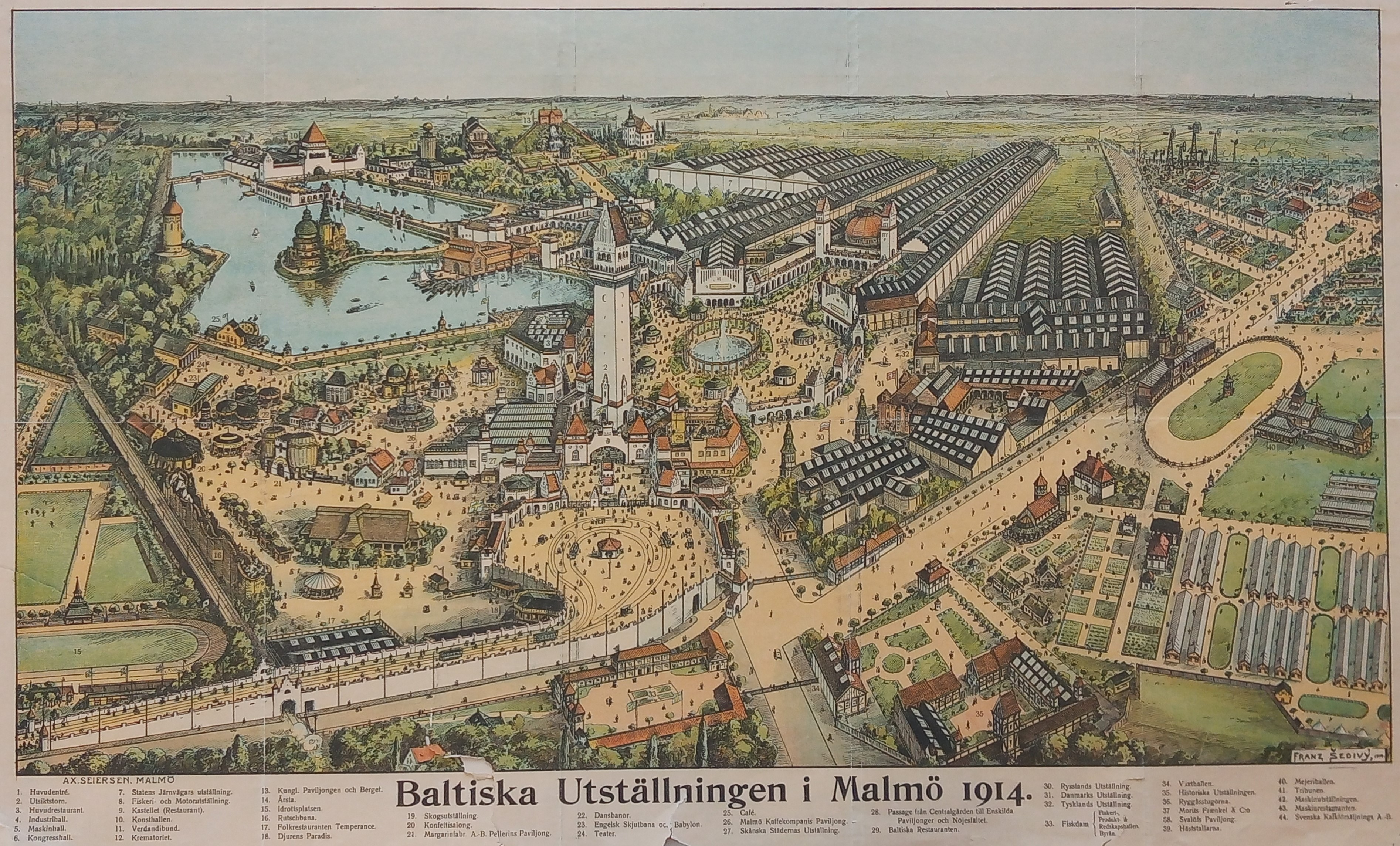
Perspektivbild av utställningen gjord 1914 av den tjeckisk-danske tecknaren Franz Sedivý.

Baltiska utställningen var en konstindustri- och hantverksutställning som hölls i Malmö under perioden 15 maj–4 oktober 1914.

## Utställningen

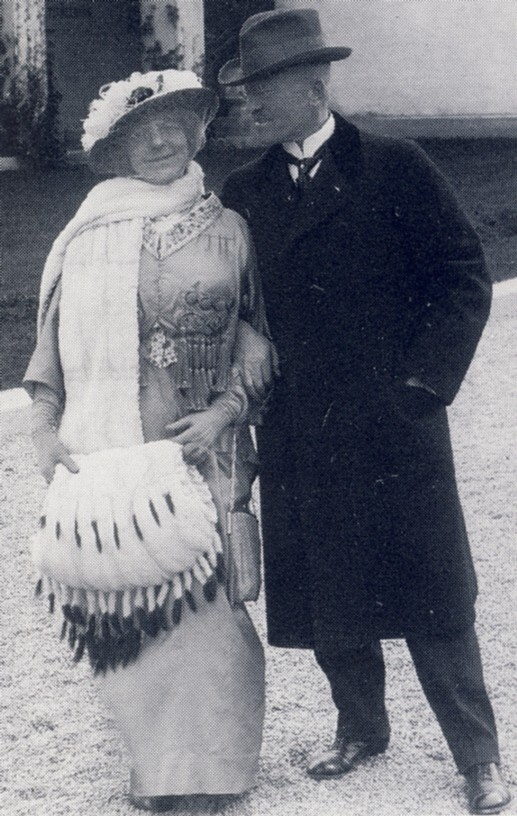
Anna och Ferdinand Boberg på utställningen

Området runt Pildammarna utsågs i början av 1900-talet till platsen för den stora Baltiska utställningen, som skulle äga rum 1914. Det var arkitekten Ferdinand Boberg som fick uppdraget att utforma utställningsområdet med hjälp av den dåvarande kronprinsessan Margareta. Utställningen blev en stor succé och lockade nästan en miljon besökare. På utställningen visades det senaste inom teknologi och design.
Initiativet till Baltiska utställningen togs i Malmö industriförening. Arkitekten Harald Boklund, föreningens sekreterare, har sett sig själv som utställningsidéns upphovsman, vilket inte helt har verifierats. Den 28 februari 1908 framförde föreningens ordförande kapten Olof Wahlgren förslaget till en utställning, vilket mottogs med stor entusiasm. Den 21 maj 1908 konstituterades en särskild kommitté, med arkitekt Boklund som sekreterare, ett uppdrag han dock lämnade 1910 eftersom han avsåg deltaga i en tävling om ritningar för utställningen. Tillsammans med flera malmökollegor hade Boklund reagerat på att Ferdinand Boberg utsetts till utställningsarkitekt och begärde en arkitekttävling om utställningen, något som också genomfördes – med Ferdinand Boberg som segrare.
Arkitekten Ferdinand Boberg var ansvarig för utställningens utformning. Han hade varit en framgångsrik utställningsarkitekt med Stockholmsutställningen 1897 och Konstindustriutställningen 1909 i Stockholm, däremellan hade han ritat de svenska paviljongerna på utställningarna i S:t Louis (1904), Berlin (1907), Venedig (1907) och S:t Petersburg (1908). Nu fick han åter uppdraget som arkitekt för en stor utställning.

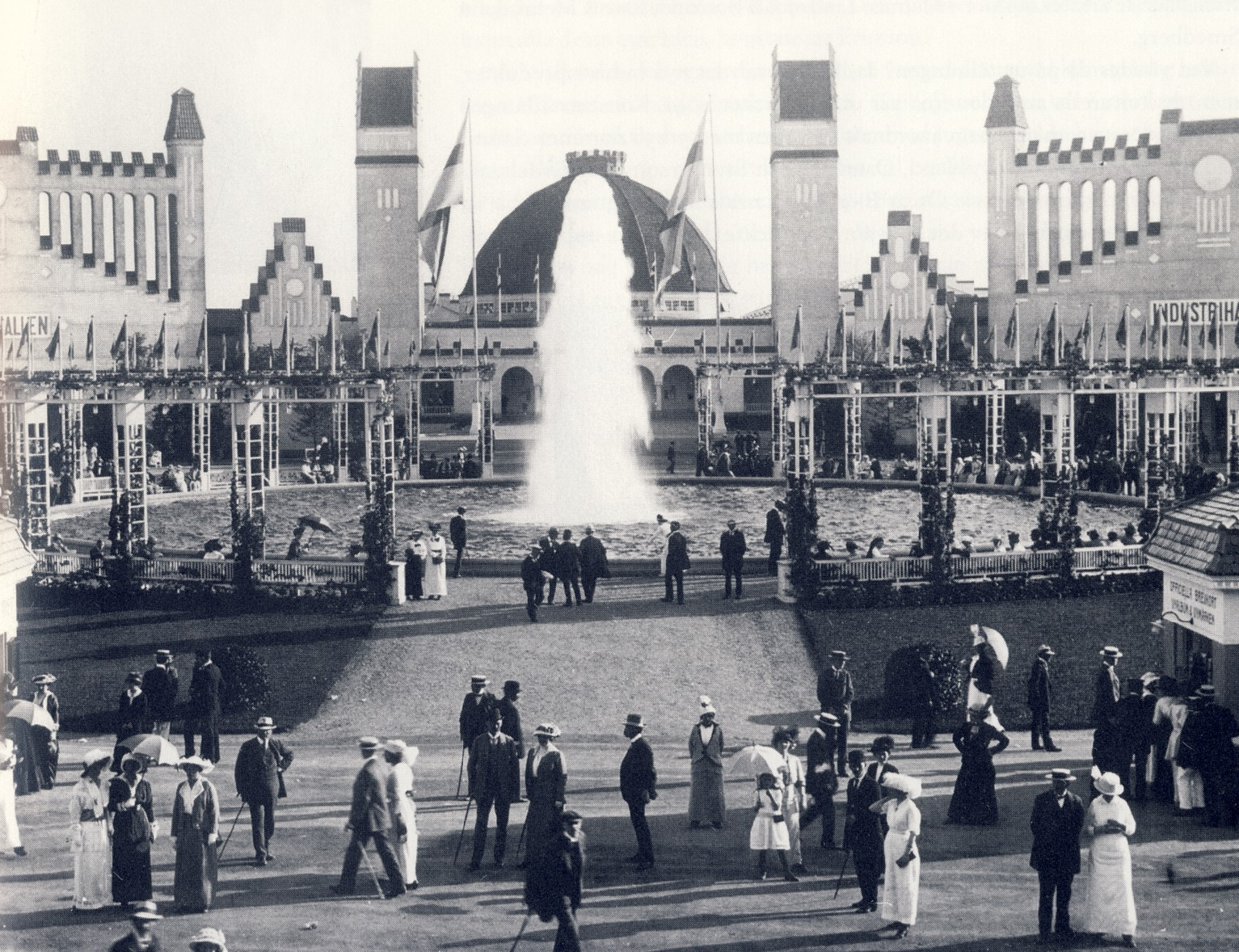
Centralgården på utställningsområdet 1914.

Styrelseordförande för utställningen var landshövdingen greve Robert De la Gardie.
På Baltiska utställningen i Malmö 1914 var de dåvarande östersjöstaterna, det vill säga Sverige, Danmark, Tyskland och Ryssland representerade. Baltiska utställningen var den sista manifestationen för jugendstilen i Sverige och det var även Bobergs sista uppdrag inom detta gebit. Utställningen hölls på det område (2,5 kvadratkilometer) som sedermera blev Pildammsparken i Malmö. Dåvarande kronprinsessan Margareta var engagerad i arbetet. Efter henne är Margaretapaviljongen och blomstergatan uppkallade och finns fortfarande kvar i parken. I anslutning till Pildammsparken finns Bobergsängen, vilken namngavs 1945 till minne av utställningens arkitekt. Bobergs utställningsarkitektur var till stor del en utveckling och summering av hans tidigare utställningsarkitektur. Den innehöll många olika drag och teman men hölls samman av trappgavelsmotivet, som sågs som ett gemensamt baltiskt arkitekturmotiv.
Det 87 meter höga Baltiska tornet ansågs vara världens då högsta träbyggnad. Två hissar som tog vardera tio personer (plus en konduktör) fraktade besökare upp och ned till ett pris av 25 öre. En höststorm under utställningens sista vecka, den 28 september, raserade översta delen av tornet och detta revs, liksom de flesta övriga byggnaderna, efter utställningens slut.
Vid sidan av Ferdinand Bobergs jugendarkitektur fanns också specialbyggnader av andra arkitekter. Det tyska Werdanibunds paviljong, ritad av Friedrich Seesselberg och Otto Liesheim, kan anses vara en av de tidigaste modernistiska byggnaderna som uppfördes i Sverige. Den danska paviljongen ritades av Henning Hansen som tilldelades Eckersbergmedaljen för denna byggnad.
Det visades främst nya industriprodukter, exempelvis maskiner, bilar, vagnar och ånglok (som det svenska paradsnälltågsloket F 1200), men även mer vardagliga produkter som kaffe, spisar, tobak och choklad. Även de kulturella ambitionerna var stora. Konstavdelningen inom utställningen var den största som någonsin anordnats i Norden, den innehöll 3 256 nummer och väckte den största uppmärksamheten. För eftervärlden dokumenterades utställningen i en Officiell berättelse öfver Baltiska utställningen i Malmö 1914, utgiven i tre band.

## Första världskriget
På grund av första världskrigets utbrott fick inte Baltiska utställningen den internationella dragningskraft som man förväntat sig. Utställarna från Tyskland och Ryssland avbröt sitt deltagande och återvände till sina hemländer. De tyska bilutställarna fick instruktioner att genast skicka hem fordonen som skulle användas i krigstjänst. Ryssarna glömde därvid kvar en omfattande och mycket värdefull konstsamling. De verk för vilka den rätta ägaren kunde fastställas återlämnades efter kriget. Detta var dock ej möjligt för en stor del av verken, och trots påstötningar, även från Josef Stalin, om att dessa borde anses vara den sovjetiska statens egendom, vägrade Malmö stad att återlämna dem. Denna konstsamling finns än idag på Malmö konstmuseum. Arkivet med en tillhörande fotosamling finns i Malmö stadsarkiv.

## Betydelsen för Malmö
Flera år i förväg hade förberedelser gjorts under ledning av stadsingenjör Anders Nilsson för att visa de välkomnande gästerna vilken modern stad Malmö hade blivit. Hamngatan, vägen mellan Stortorget och Malmö centralstation, breddades kraftigt inför utställningen och blev en paradgata i staden med Frans Ekelunds nyuppförda Hotell Savoy. Längs kanalerna anlades, under ledning av stadsträdgårdsmästare Gunnar Isberg, nya planteringar som sköna promenadstråk och flera infartsvägar byggdes om som Lundavägen som kom att breddas. Fersens väg iordningställdes som infartsväg till utställningen, där det nya Grand Hotel Fersen, ritat av August Ewe och Carl Melin, uppfördes (i dag bostadshuset Fersens väg 3), samtidigt som spårvägsnätet byggdes ut. Vad som förmodligen satt störst avtryck var ändå de förskönande insatser som gjordes i staden. Utöver utställningsområdet och förskönandet av kanalerna planterades det även vid S:t Paulis kyrkogård och Slottsparken, som kom att få mycket av sin nuvarande utformning under denna tid. Malmös epitet som "parkernas stad" är ett uttryck som i mångt och mycket kan härledas från denna tids planteringsinsatser som gjordes i en växande industristad.

## Minnen från utställningstiden

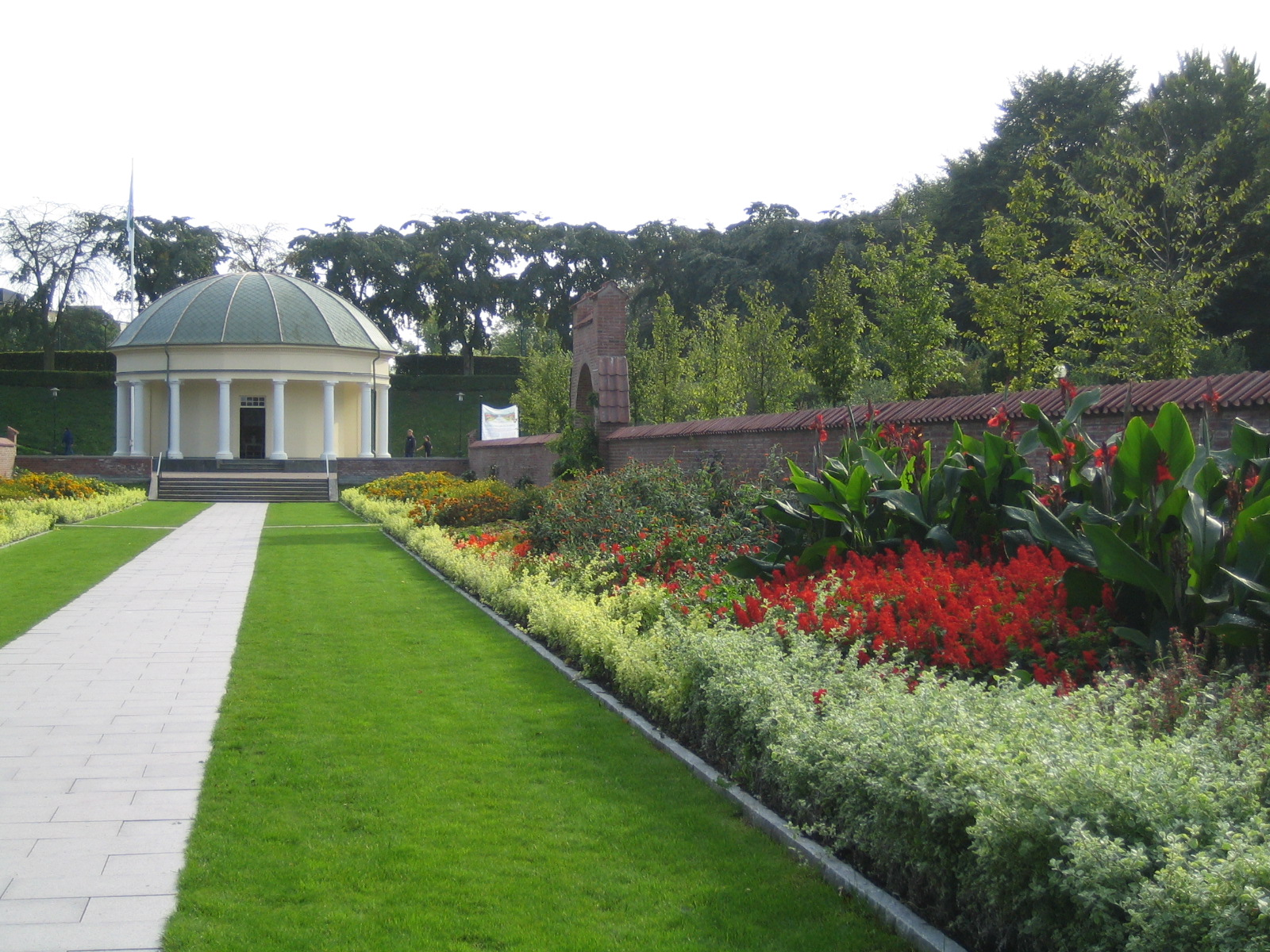
Margaretapaviljongen och blomstergatan. Från utställningen 1914 återstår den Kungliga paviljongen, numera kallad Margaretapaviljongen. Arkitekt var Ferdinand Boberg.

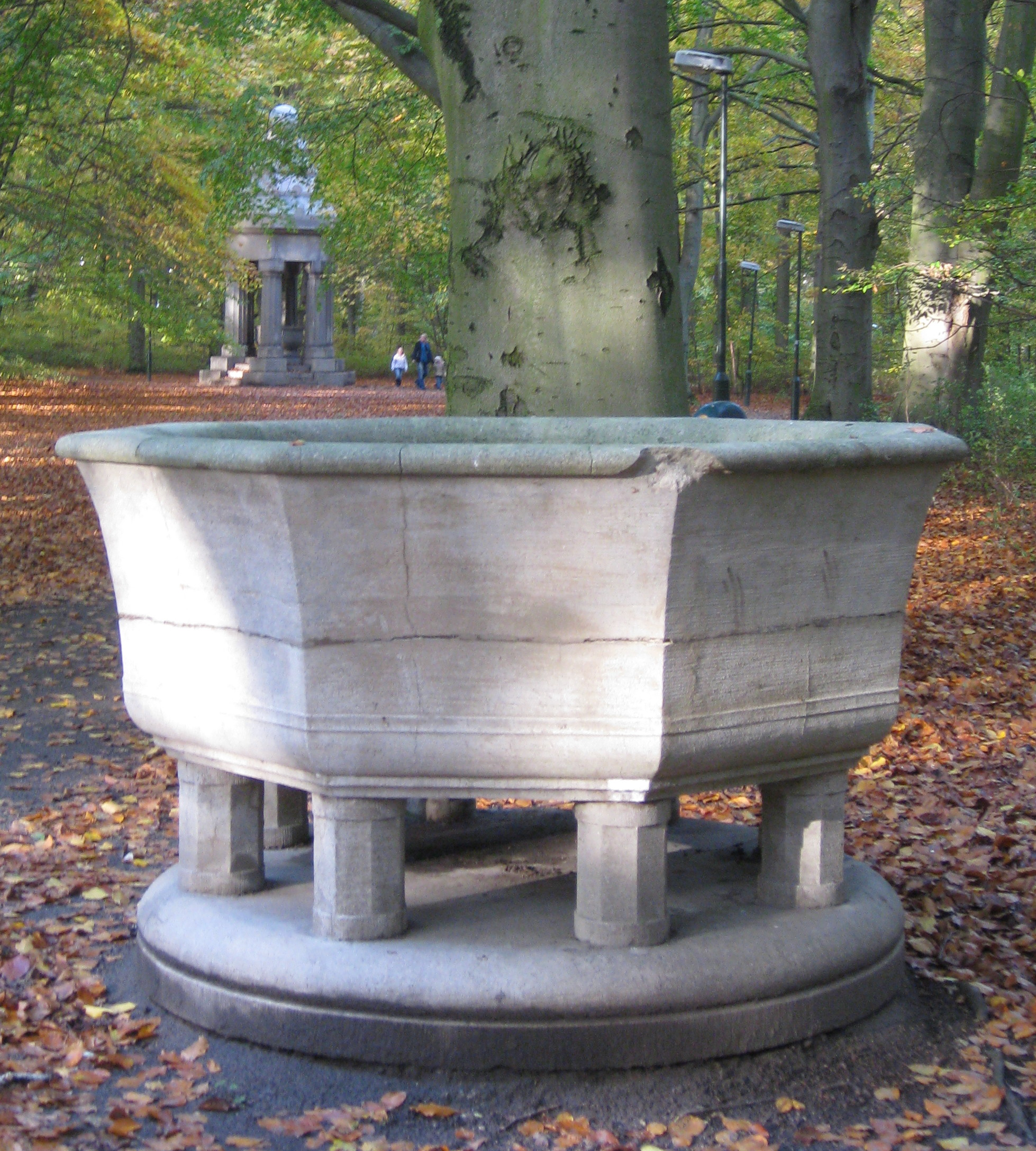
Brunnskar i Pildammsparken skulpterat av Ferdinand Boberg 1914.

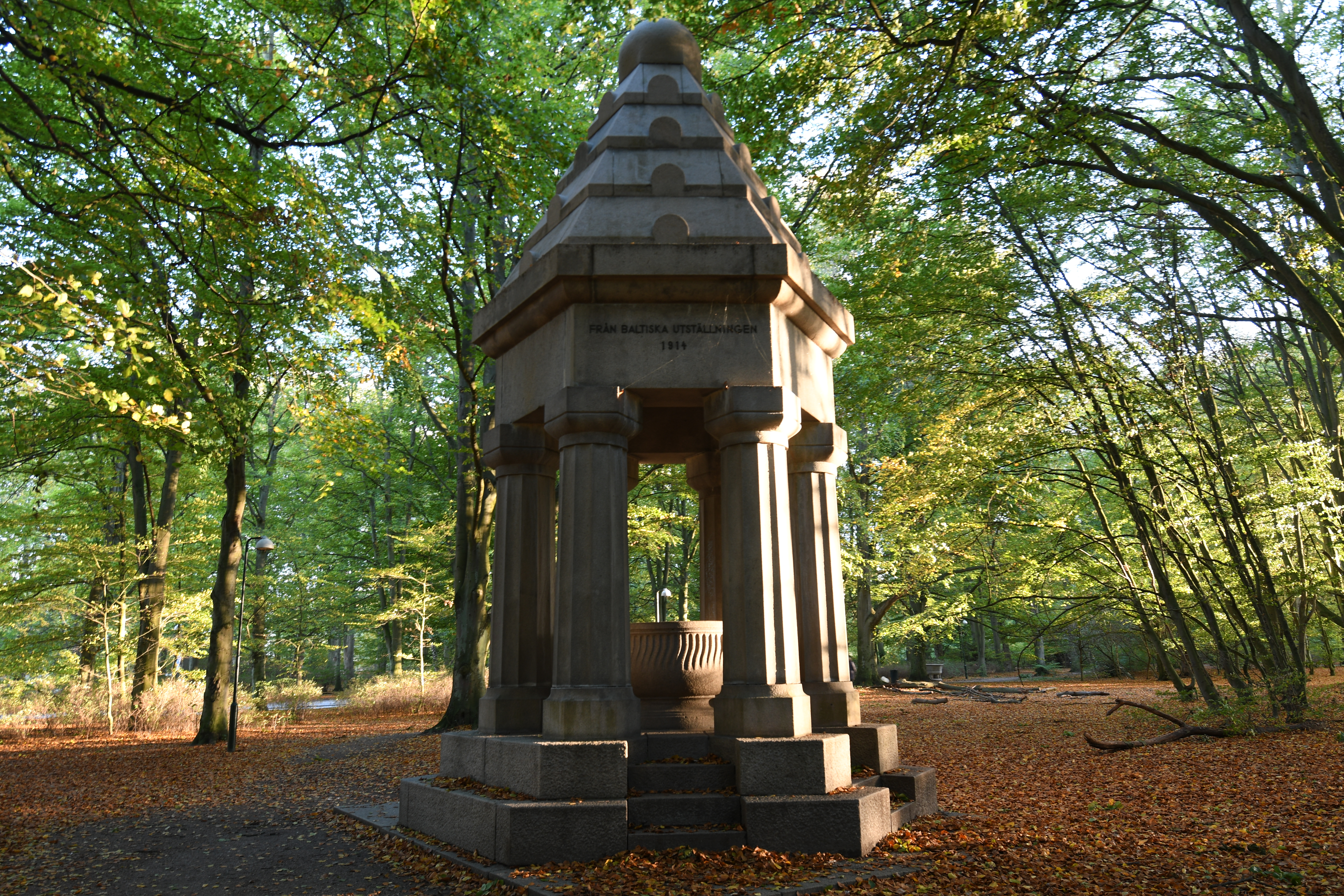
Ekotemplet i Pildammsparken skulpterat av Ferdinand Boberg 1914.

Pildammsparken anlades på den plats där Baltiska utställningen hållits 1914. Som minne från utställningstiden står ännu idag Margaretapaviljongen och blomstergatan i Pildammsparken, det konstgjorda "berget" bakom paviljongen, Ekotemplet eller Stentemplet, samt den gamla granitbrunnen och brandstationen. Den danske landskapsarkitekten Erik Erstad-Jørgensen utarbetade ett förslag för att färdigställa Pildammsparken. Till hälften runt den lilla dammen genomfördes förslaget 1915 och det var inspirerat av den engelska parkstilen med romantiska mjuka linjer, stora gräsytor och fria trädgrupper. Genom pilplantering hade vallarna kring vattnet förstärkts. Redan 1904 byggdes vattentornet, som ritades av Harald Boklund. Vattentornets roll hade dock redan ett drygt årtionde senare spelat ut sin roll. Pilträden planterades för att förstärka dammens skyddsvallar.